# Fame and Fashion
Fame and Fashion is een compilatiealbum van de Britse muzikant David Bowie, uitgebracht in 1984. Het album werd uitgebracht door RCA Records en bevat nummers van David Bowie uit 1969 tot Scary Monsters (and Super Creeps) uit 1980.

## Tracklist
- Alle nummers geschreven door Bowie, tenzij anders genoteerd.

1. "Space Oddity" (van David Bowie, 1969) – 5:15
2. "Changes" (van Hunky Dory, 1971) – 3:33
3. "Starman" (van The Rise and Fall of Ziggy Stardust and the Spiders from Mars, 1972) – 4:10
4. "1984" (van Diamond Dogs, 1974) – 3:24
5. "Young Americans" (van Young Americans, 1975) – 5:10
6. "Fame" (van Young Americans) (Bowie/John Lennon/Carlos Alomar) – 4:00
7. "Golden Years" (van Station to Station, 1976) – 4:03
8. "TVC 15" (van Station to Station) – 5:29
9. ""Heroes"" (van "Heroes", 1977) (Bowie/Brian Eno) – 6:07
10. "DJ" (van Lodger, 1979) (Bowie/Eno/Alomar) – 3:59
11. "Fashion" (van Scary Monsters (and Super Creeps), 1980) – 4:51
12. "Ashes to Ashes" (van Scary Monsters (and Super Creeps)) – 4:21